# Джеральд Стокел
Джеральд Стокелл (англ. Gerald Stokell; 20 червня 1890 — 10 липня 1972) — новозеландський іхтіолог-аматор. Автор описання нових видів.

## Біографія
Стокелл народився 20 червня 1890 року в Пребблтоні, поблизу Крайстчерча, Нова Зеландія, у сім'ї Едмунда Стокелла та Джейн (уроджена Паше). Він прожив там усе життя. Відвідував початкову школу Бродфілдс. Змалку захоплювався рибалкою, зокрема на форель
Стокелл написав серію досліджень про форель в озері Еллісмір. Він також натрапив на місцеві види риб, але не зміг їх ідентифікувати через брак опублікованої інформації. Починаючи з 1938 р., Стокелл почав публікувати статті про них, описуючи види. Хоча багато запропонованих назв виявилися молодшими синонімам, 10 назв видів, досі прийняті.

## Описані види
- Galaxias paucispondylus (1938)
- Gobiomorphus breviceps (1939)
- Galaxias prognathus (1940)
- Neochanna diversus (1949)
- Galaxias vulgaris (1949)
- Galaxias anomalus (1959)
- Gobiomorphus hubbsi (1959)
- Galaxias divergens (1959)
- Gobiomorphus alpinus (1962)

У 1941 році на честь Стокелла назвали корюшку Stokellia anisodon.

## Праці
- Freshwater fishes of New Zealand, 1955
- Freshwater and diadromous fishes of New Zealand, 1972